# Wasserturm Nienburg (Saale)

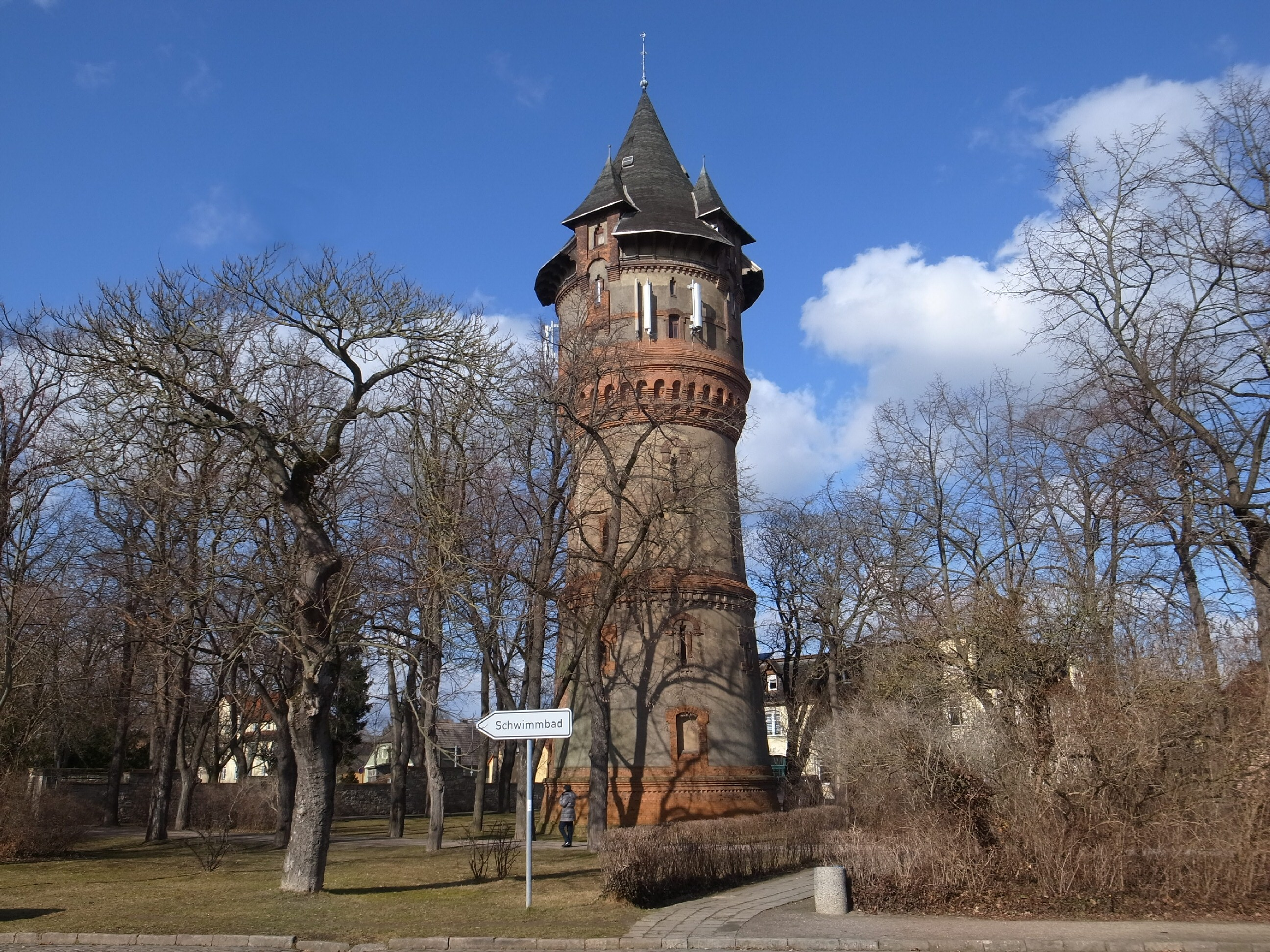
Wasserturm in Nienburg (Saale)

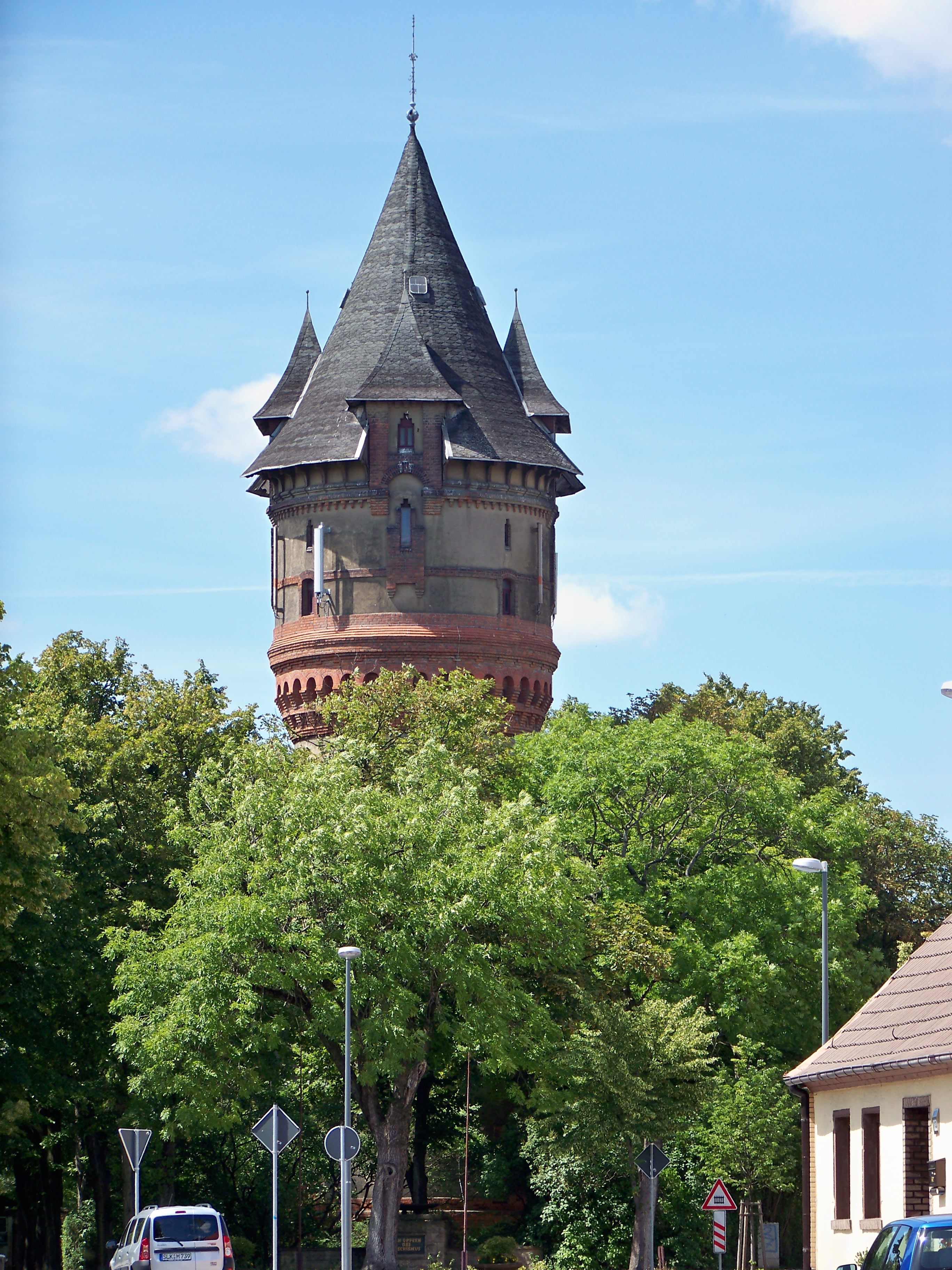
Dachgestalt des Wasserturms in Nienburg (Saale)

Der Wasserturm in Nienburg (Saale) ist ein Hochbehälter in der Stadt Nienburg (Saale) im Salzlandkreis in Sachsen-Anhalt. Er gilt als eines der Wahrzeichen der Stadt.

## Geschichte
In der Mitte des 19. Jahrhunderts begann die Industrialisierung Nienburgs mit der Gründung einer Zuckerfabrik, einer Malzfabrik und mehrerer Zementfabriken. Eine dieser Zementfabriken war es auch, die der Stadt eine eigene Wasserversorgung ermöglichte, indem eine Pumpstation im Steinbruch des Zementwerks Askania die neue Wasserleitung versorgte. Der zugehörige Wasserturm wurde im Jahr 1902 in der Nähe des Friedhofs errichtet. Die Grundsteinlegung erfolgte am 15. August 1902, die Einweihung bereits am 1. April 1903.
Mit dem Anschluss der Wasserversorgung der Stadt an das Trinkwassernetz der Rappbode-Talsperre wurde das Wasserwerk im Jahr 1978 stillgelegt. Als Druckbehälter blieb der Wasserturm selbst noch bis 1983 in Betrieb. Seitdem gibt es keine eigentliche Nutzung mehr.
Anlässlich des 120. Jubiläums des Wasserturms wurde der Nienburger Wasserturm Verein e.V. gegründet, der sich dem Erhalt und der Sanierung widmet sowie eine Beendigung der Mobilfunknutzung fordert, um eine touristische Nutzung zu fördern.

## Baubeschreibung
Erbaut wurde ein Rundturm mit einer gewissen Anlehnung an die Türme auf dem Stadtwappen von Nienburg. Der fast 36 Meter hohe Turm hat einen Durchmesser von zehn Metern am Fuß und einen Umfang von 31,65 Metern.
Der Fassadenputz verbirgt große Teile der Backsteinmauern, weist aber bewusste Aussparungen – etwa bei den Friesen oder bei den Fensterfassungen – auf. Bekrönt wird der Bau von einem auskragenden Kegeldach, dessen Dachfläche von vier Zwerchhäusern mit Spitzdächern unterbrochen wird. Der mittlere Fries erinnert an mittelalterliche Maschikulis und ist auch stark romanisch gestaltet worden, die anderen Friese nutzen neuere Formen, die bereits eine Abkehr vom Historismus andeuten. Dennoch ist das Gebäude der Neuromanik zuzuordnen.
Das Hauptportal wurde mit dem Stadtwappen verziert. Eingebettet ist dieses in florale Ornamentik. Es wurde zudem mit der Angabe „Erbaut 1902“ versehen. Im Inneren führt eine Wendeltreppe – an der Außenmauer entlang – hinauf. Die 16 PS starke Pump-Anlage konnte bis zu 36 Kubikmeter Wasser pro Stunde in den Hochbehälter befördern.
Der Turm in der Gabelung zwischen der Gatterslebener Straße und dem Bauernweg steht als Baudenkmal unter Denkmalschutz und ist im Denkmalverzeichnis mit der Nummer 094 60202 erfasst. Im Jahr 2010 wurde eine Mobilfunkanlage am Turm angebracht.